# 2022년 3월 16일 체르니히우 빈민 총격
2022년 3월 16일 우크라이나 체르니히우에서 러시아군의 공격으로 식량 배급소에서 줄을 섰던 민간인 14명이 사망했다.

## 배경
우크라이나의 도시 체르니히우는 2022년 러시아의 우크라이나 침공이 시작된 2022년 2월 24일부터 러시아군의 공격을 목격했다. 체르니히우의 전투로 많은 민간인 사망했다. 3월 3일에는 폭격으로 47명의 사망자가 발생했다. 당시 41 연합군 부사령관이었던 러시아 소령 안드레이 수호베츠키는 폭격 다음 날인 3월 4일에 사망하여 2022년 러시아 침공 중 사망한 최초의 러시아 장군이 되었다. 3월 10일에 도시는 공방전에 들어갔다 이 공방전은 우크라이나군이 3월 31일 도시 포위를 해제하는 데 성공할 때까지 지속되었다.
전투가 계속되면서 체르니히우에서 더 많은 민간인이 사망했다. 3월 16일, 체르니히우 주의 주지사인 비아체슬라우 차우스는 러시아의 체르니히우 공격으로 그날에만 총 53명이 사망했다고 보고했다.

## 공격
이 사건은 차우스와 키이우에 있는 미국 대사관에 의해 보고되었다. 우크라이나 텔레비전에서 차우스는 자신이 폭격으로 묘사한 공격이 "처음으로 들어오는 포탄도 아니고 적에 의한 민간인 포격도 처음"이라고 말했다. 미국 대사관은 사람들이 "총에 맞아 사망했다"고 보고했다. 또한 Ukrinform은 14명이 사망했다고 보도했다. 사건은 약 10:00 UTC+2에 발생했다. 사건의 희생자들은 거포의 폭발로 사망했다. 이 민간인들은 비무장 상태였고, 그들 중 일부는 포격에서 살아남았다. 체르니히우 경찰은 생존자를 의료 시설로 이송하였다.
이 공격으로 미네소타주 출신의 미국 시민 제임스 휘트니 힐(67)이 사망다. 체르니히우 순찰 경찰과 미 국무부는 미국 시민의 사망을 확인했다. 소셜 미디어에서 "지미 힐(Jimmy Hill)"로 알려진 제임스는 영어 교사였으며 전쟁으로 인해 우크라이나 시민인 그의 파트너 이리나(Iryna)를 돌보기 시작했을 때 우크라이나를 떠나기를 거부했다.

## 반응
사건이 발생한 지 약 4시간 만에 체르니히우 지방 검찰은 공격 관련 법적 소송을 제기했다. 우크라이나 보안국 체르니히우 주 지부도 조사에 착수했다.

## 같이 보기
- 2022년 체르니히우 폭격
- 러시아의 우크라이나 침공에서 러시아가 저지른 전쟁 범죄